# Barbula spathulifolia
Barbula spathulifolia är en bladmossart som beskrevs av Richard Henry Zander 1993. Barbula spathulifolia ingår i släktet neonmossor, och familjen Pottiaceae. Inga underarter finns listade i Catalogue of Life.